# Katherine Heinrich
Katherine Heinrich (* 21. Februar 1954 in Murwillumbah, New South Wales, Australien) ist eine australisch-kanadische Mathematikerin und Hochschullehrerin. Sie war die erste weibliche Präsidentin der Canadian Mathematical Society.

## Leben und Werk
Heinrich studierte Mathematik an der University of Newcastle und erhielt 1976 den Bachelorabschluss. 1979 promovierte sie dort 1979 bei Walter D. Wallis mit der Dissertation: Some problems on combinatorial arrays. Sie begann danach ihre Lehrtätigkeit an der University of Arizona und wechselte 1981 als Assistenzprofessorin im Rahmen eines Forschungsstipendiums des kanadischen Naturwissenschafts- und Technikforschungsrates (NSERC) an die Fakultät für Mathematik und Statistik der Simon Fraser University. 1987 wurde sie zum Professor befördert und war von 1991 bis 1996 Vorsitzende der Abteilung. Sie war Vorsitzende des Bildungsausschusses der Canadian Mathematics Society, wurde 1993 deren Vizepräsidentin und war von 1996 bis 1998 Präsidentin. 1999 wurde sie Vizepräsidentin an der University of Regina. 2003 wurde sie für eine zweite Amtszeit von fünf Jahren als Vizepräsidentin bestätigt. Sie war bei dem  Aufbau eines Instituts für französischsprachigen Unterricht beteiligt und baute engere Verbindungen zu der First Nations University of Canada auf.
Heinrich war Mitglied des Interim Governing Council der University of Northern British Columbia, des Board of Governors der Simon Fraser University, der kanadischen Youth Science Foundation und der Canadian Mathematical Society. Sechs Jahre lang war sie Mitglied des BC Science Council Awards Committee. Sie war Mitglied eines NSERC Grant Selection Committee, des National Killam Selection Committee und Mitglied des NSERC Council.
Ihre Forschungsinteressen sind die Graphentheorie und die Theorie der kombinatorischen Entwürfe.
Heinrich ist mit dem amerikanischen Mathematiker Brian Alspach verheiratet.

## Auszeichnungen
- 1995: Vancouver YWCA Woman of Distinction Award für Gesundheit und Bildung
- 1995: University of Newcastle Gold Medal for Professional Excellence
- 2005:  Adrien Puliot Award der Canadian Mathematical Society